# ステロイド系抗炎症薬の副作用
ステロイド系抗炎症薬の副作用（ステロイドけいこうえんしょうやくのふくさよう）では、医療現場で一般的に使用されるステロイド系抗炎症薬によって生じる副作用について解説する。副作用として過剰な免疫抑制作用が発現することによる感染症、クッシング症候群、ネガティブフィードバックとして副腎皮質機能不全、糖新生の促進による糖尿病、骨量の減少に伴う骨粗鬆症、消化管粘膜におけるプロスタグランジン産生抑制による消化性潰瘍などが知られている。しかし、気管支喘息においてステロイドを吸入で用いた場合にはステロイド剤は呼吸器系の組織に局所的に作用し、血中移行する量が少ないため副作用が少ない。

## 副作用の対応
多彩・重大な副作用のうち、代表例を以下に列記する。
| 副作用               | 対応と注意点 |
| -------------------- | --- |
| 満月様顔貌           | ムーンフェイスとも言う。医学的には問題はなく、プレドニゾロン(以下PSLと記載)10mg/日以下に減量すれば、回復が見込める。食欲の亢進によって単純に太ることもあるので、気になる場合はカロリーの高い間食を避けることも重要である。 |
| 易感染性             | PSL20mg/日以上の投与で感染症のリスクは2倍以上になる。早期発見と早期治療を行っていく。感染症のリスクは投与量と投与期間に関係すると考えられている。PSL単独で20mg/日以上を2カ月以上投与する場合や、他の免疫抑制剤を併用する場合はST合剤を用いた日和見感染予防投与が行われる場合もある。予防投与はニューモシスチス肺炎の予防に準じてST合剤100mg/日とすることが多い。PSL単独で10mg/day以下ならば長期でも、PSL単独大量投与では投与期間が2週間以内であれば易感染性は起らないと考えられている。ST合剤予防投与、早期発見モニタリング以外は風邪のシーズンに人込みをさけるといった程度で十分とされている。PSL単独10mg/日以下に減量したら抗菌薬予防投与を中止する場合も多い。 |
| 骨粗鬆症             | 3か月以上の投与の場合は骨密度測定により、有効な予防薬を投与する。ビスホスホネートによって骨折の7割程度は予防できると考えられている。仮に骨折が起ったとしても予防薬の内服で進行を予防することはできる。ビスホスホネートの内服には留意点があり、起床してすぐの空腹時に、コップ一杯の水とともに服用し、速やかに胃内に到達させる。口腔咽頭部に潰瘍を形成させる恐れがあるために噛んだり、口の中で溶かさない。逆流を防止するために少なくとも30分は横にならない。水以外の飲み物や食物、他の薬剤と一緒に服用すると、吸収を抑制する恐れがあるといった点である。ビタミンD製剤を併用することも多い。それはビスホスホネートが破骨細胞の機能を抑制する作用しかなく、骨芽細胞を活性化させるには原料となるビタミンDやカルシウムが必要であると考えられているからである。その場合は血中カルシウム、尿中カルシウムをモニタリングする必要がある。T scoreが1.5以下、YAM80%以下でビスホスホネートは積極的な投与が必要である。 |
| 糖尿病               | 用量依存性に発症のリスクが高くなる。食事療法をはじめとする糖尿病治療を行う。これも減量によって改善が期待できる。 |
| 消化性潰瘍           | NSAIDs併用時は消化性潰瘍の発生のリスクは4倍になるため、投与前に不要なNSAIDsはできる限り中止することが望ましいと考えられている。併用時はPPIや胃粘膜保護薬を予防投与することがある。消化性潰瘍によって腹膜穿孔、腹膜炎が生じることもあるが、ステロイド投与時は症状がマスクされることもあるため注意が必要である。 |
| 動脈硬化、高脂血症   | ステロイド投与によって動脈硬化や高脂血症が進行することがある。高脂血症が認められたら高脂血症の治療薬を用いる。（自己免疫疾患は血管障害を合併することも多く、そのような場合は原病の治療となるステロイド内服を行った方が総合的には血管イベントは軽減できる可能性が高い。） |
| 無菌性骨壊死         | PSL30mg/日以上の大量投与でごく稀（多くとも5%以下）に起ることがある。有効な治療法はなく早期発見、早期治療によって対処する。根本的な防止法はなく、股関節や膝の痛みが認められたら関節のMRIをとり早期診断をし、治療としては安静、体重付加制限、アレンドロン酸投与といったものが一般的である、重症例では人工関節への置換術も検討される。 |
| 白内障、緑内障       | もともと軽度の白内障が認められたり眼圧が高い場合は注意が必要である。両親のどちらかが緑内障の場合は発症のリスクが7倍になるとされている。定期的な眼科受診行い、必要に応じて予防を行う。 |
| 精神障害             | 軽い症状であることが多い。治療を受ければ重症化することはまずない。ごく軽度なものを含めれば頻度は高く、PSL投与開始2週間で60%、6週間で90%が症状を示すとされている。特に0.8mg/kg以上で多いとされており、減量で改善する。 |
| 高血圧               | 元来高血圧の人はより血圧が上がりやすい。塩分制限を守り適切な降圧療法を受ける。 |
| ステロイド筋症       | 原病による安静でも筋力低下が起り易く、原病の回復とステロイドの減量で遅れて改善してくる。長期作用型（フッ素基がある）のステロイドの長期投与で多いとされている。筋生検では炎症所見がなくtypeII線維の委縮が認められる。PSL10mg/日以下では生じないが、40～60mg/日を越えると2週間以内に筋力低下が見られ始め、1ヶ月以上投与を続けるとほぼ全例に筋力低下がみられる。ステロイド・ミオパチーにより呼吸筋の筋力低下・呼吸不全をきたすという報告もある。 |
| 副腎不全             | PSLで1日10mgを1カ月以上、ハイドロコルチゾンで1日30mg以上を3週間以上の投与があれば副腎クリーゼを起こし得る。低ナトリウム血症や低血糖を示し、通常の治療で反応しないショック（循環不全）を示す。ハイドロコルチゾン100mgの静注後150～300mg/dayの持続静注を行うことが多い。その後、テーパリング（段階的にステロイドを減量）を繰り返す。急激なステロイド投与中止は行わない。副腎不全を起こすと原病が悪化したり、生命に危険が及ぶこともある。特に長期間ステロイド剤を使用している場合、自己判断による減量は非常に危険である。(リバウンド／離脱症候群) |
| ニキビ様発疹、多毛症 | 重症になることはほとんどない。皮膚を清潔に保つといった対応で十分である。 |
| 月経異常             | 月経不順があるひとでは起ることがある。ほとんどがステロイド減量で改善する。 |
| 皮下出血、紫斑       | 高齢者では起りやすい。皮下のみであり、脳血管など深部血管では起らない。 |
| 多飲、多尿           | 軽度の場合が多い。 |
| 浮腫、低カリウム血症 | 軽度の場合が多い。カリウムの低下が認められたら治療を受ける。また鉱質コルチコイド作用が弱いものに切り替えるのも効果的である。 |

その他
- 中心性肥満
- 低身長
- 異常脂肪沈着
- 野牛肩
- 皮膚線条、皮膚萎縮 - ステロイド皮膚症を参照
- 発汗異常
- 眼球突出
- 鬱血性心不全
- 不整脈
- 白血球増多
- 中枢神経興奮性亢進
- 味覚・嗅覚の低下
- 海綿体・陰茎・陰核亀頭の肥大

## 副作用の出現時期
| 出現時期         | 使用量     | 内容 |
| ---------------- | ---------- | --- |
| 投与後数時間から | 大量以上   | 高血糖、不整脈 |
| 投与後数時間から |            | 不眠、うつ、精神的高揚、食欲亢進                                                                                       |
| 数日後から       | 中等度以上 | 高血圧、不整脈、高血糖、精神障害、浮腫（Na貯留）                                                                       |
| 1～2カ月後から   | 中等度以上 | 感染症（細菌）、無菌性骨壊死、骨粗鬆症、満月様顔貌、高脂血症、精神障害、緑内障、ステロイド筋症、消化性潰瘍、高血糖     |
| 3か月以上        | 少量でも   | 感染症（ウイルス、結核）、満月様顔貌、二次性副腎不全、骨粗鬆症、高脂血症、動脈硬化、白内障、緑内障、消化性潰瘍、高血糖 |

特に数時間後から出現する高血糖、ステロイド糖尿病は高齢者の場合は糖尿病性昏睡に陥ることもあるため注意が必要である。

## 副作用の予防
予防法が知られている副作用に関してまとめる。

### ニューモシスチス肺炎の予防
PSL換算で20mg/day以上を4週間以上投与されておりこれに加えて他の免疫不全（血液疾患、他の免疫抑制薬）がある患者ではニューモシスチス肺炎（PCP）の予防が必要である。膠原病でのPCPの頻度が1～2%と少なくST合剤の副作用が30%と比較的高いことから膠原病患者全例に一次予防を行うことは推奨されない。PCPリスクが3%を超える場合に投与するべきと考えられている。予防に用いられる標準薬はST合剤である。予防投与は連日1錠または1日2錠を週に3回で投与する。発熱や皮疹などST合剤による薬剤アレルギーのため継続困難な場合は、一度中止し、症状軽快後に脱感作療法後に再導入が検討される。脱感作療法を行うことにより70%以上の症例で予防量は再導入可能となる。ST合剤の脱感作スケジュールは以下のようなものが知られている。発熱や発疹が出現した場合はその時点で増量を中止し、同量で維持すると症状が消退する。
| 投与日 | 朝     | 夕    |
| ------ | ------ | ----- |
| 1日目  | 0.005g | 0.01g |
| 2日目  | 0.02g  | 0.04g |
| 3日目  | 0.1g   | 0.2g  |
| 4日目  | 0.4g   | 0.8g  |
| 5日目  | 1.0g   | 1.0g  |

PSL単独で10mg/day以下ならば長期でも、PSL単独大量投与では投与期間が2週間以内であれば易感染性は起らないと考えられている。ST合剤予防投与、早期発見モニタリング以外は風邪のシーズンに人込みをさけるといった程度で十分とされている。PSL単独10mg/日以下に減量したら抗菌薬予防投与を中止する場合も多い。

### ステロイド骨粗鬆症

#### 病態
骨粗鬆症とステロイド骨粗鬆症は病態が異なると考えられている。エストロゲンは直接破骨細胞による骨吸収を抑制し、NF-κB活性化受容体リガンド（receptor activator of NF-κB ligand、RANML）の発現を抑制し、破骨細胞の分化も抑制する。閉経後の女性の骨粗鬆症ではエストロゲンの分泌低下によって前述の抑制がなくなることや加齢によって骨吸収の増加が起こることで骨量が減少する。ステロイド骨粗鬆症では骨細胞と骨芽細胞のアポトーシスが主な病態になる。骨細胞と骨芽細胞のアポトーシスにより骨形成が抑制され骨量に加え骨質も低下する。ステロイド骨粗鬆症では始めに骨の内部の海綿骨の骨量・骨質が低下し、椎体圧迫骨折を起こす。後に外側の皮質骨にも影響が出て大腿骨頸部骨折や転子部骨折を起こす。
同じ骨密度でもステロイド使用者は非使用者よりも骨折のリスクが高い。またステロイド骨粗鬆症の骨折リスクは全身性ステロイドの用量依存性で、総投与量よりも現在量が骨折のリスクに相関することに注意が必要である。

#### 検査
骨密度測定DXA（dual-energy X-ray absorptiometry、躯幹骨二重X線吸収法）
DXAまたはDEXAとよばれる骨密度測定法は2種類の異なるX線を骨にあてて、骨とほかの組織におけるX線の吸収率の差から骨密度を測定する方法である。骨密度の測定方法には他にもMD法、pQCT法、QUS法などいくつか知られているが、DXAは正確に骨密度を測定できる方法としてWHOの基準に組み込まれており、2017年現在、骨粗鬆症の標準的な診断方法となっている。骨塩定量ともいう。
測定部位はJCS2015では腰椎（L1～L4またはL2～L4）と大腿骨近位部の両者を測定することが推奨されている。日本では性別ごとの若年成人平均値（young adult mean、YAM）を基準値として何%かで産出される。これに対して欧米では若年女性（20～29歳）の骨密度を基準とした標準偏差値であるTスコアを用いる。Tスコアの-2.5がYAM70%に相当する。なお同年齢との比較はZスコアで行われる。
FRAX（Fracture Risk Assessment Tool）
FRAXは2008年にWHOから、10年以内の大腿骨近位部骨折と主要な骨粗鬆症性骨折（大腿骨近位部骨折、上腕骨近位部骨折、橈骨遠位端骨折、臨床的椎骨骨折）のリスク評価するためのツールとして提唱された。FRAXによる骨折リスクの評価は欧米・アジア・オーストラリアでの10コホート研究から検討された12項目の骨折危険因子から計算される。対象年齢は40～90歳成人で、危険因子は年齢、性別、体重、身長、骨折歴、両親の大腿骨近位部骨折歴、現在の喫煙、ステロイド使用、関節リウマチ、続発性骨粗鬆症、1日3単位以上のアルコール摂取、大腿骨近位部骨密度からなる。リスクとしては大腿骨近位部骨折の家族歴が最も高く、関節リウマチ、ステロイドの使用、骨粗鬆症性骨折の既往が続く。

#### 骨折予防（治療）
ステロイド骨粗鬆症に関しては日本骨代謝学会が「ステロイド性骨粗鬆症の管理と治療ガイドライン2014年改訂版」を作成している。またアメリカには2010年に改訂された「米国リウマチ学会のステロイド骨粗鬆症の予防と治療の推奨」を発表している。ステロイド骨粗鬆症の予防、治療において何よりも大切なことは全身性ステロイドの使用量、使用期間をできるだけ少なくすることである。局所ステロイドや免疫抑制薬を用いるなどして全身性ステロイドの使用量を減らせないか常に考えることが必要である。
2010年に改訂された「米国リウマチ学会のステロイド骨粗鬆症の予防と治療の推奨」では何mgまでのステロイドであれば、骨密度を減らさない、骨折率を上げないというような安全域はないため、全身性ステロイドを3ヶ月以上使う見込みのある人全員に生活指導をするように推奨している。生活指導をした上で「閉経後女性または50歳以上の男性」、閉経前女性または50歳以下の男性に分けて治療推奨が示されている。
生活指導と評価
2010年に改訂された「米国リウマチ学会のステロイド骨粗鬆症の予防と治療の推奨」では以下のような生活指導と評価が全身性ステロイドを3ヶ月以上用いる場合は必要とされている。
- 適度な荷重運動
- 禁煙
- 過度の飲酒をさける
- カルシウムやビタミンDの栄養指導
- 転倒リスク評価
- DXAのベースライン評価
- 血清カルシジオール(25(OH)D)の測定（日本では保険適応なし）
- ベースラインの身長評価
- 脆弱骨折の評価
- プレドニゾロン≧5mg/day相当使用の場合は椎体骨折のX線評価を考慮
- 全身性ステロイドを3ヶ月以上使用の場合、カルシウム1200～1500mg/dayを摂取
- 全身性ステロイドを3ヶ月以上使用の場合、ビタミンDサプリメントの内服

なお、カルシウム製剤と活性型ビタミンD3製剤の併用は通常は行わない。
閉経後女性または50歳以上の男性の場合
閉経後の女性または50歳以上の男性の場合はFRAXで骨折リスクを計算する。10年以内の主要な骨折リスクが10%未満の時を低リスク、10～20%のとき中リスク、20%より大きい場合とTスコア≦-2.5の場合と脆弱骨折の既往がある場合を高リスクと層別化する。低リスク群で全身性ステロイドを3ヶ月以上使用が見込まれないものは薬物療法は推奨されない。3ヶ月以上使用が見込まれる場合でもプレドニゾロン<7.5mg/day相当の場合は薬物療法は推奨されない。しかしプレドニゾロン≧7.5mg/day相当の場合はアレンドロン酸、リセドロン酸、ゾレドロン酸の利用を推奨する。中リスク群で全身性ステロイドを3ヶ月以上使用が見込まれないものは薬物療法は推奨されない。3ヶ月以上使用が見込まれる場合は薬物療法が推奨される。プレドニゾロン<7.5mg/day相当の場合はアレンドロン酸やリセドロン酸の投与が推奨される。プレドニゾロン≧7.5mg/day相当の場合はアレンドロン酸、リセドロン酸、ゾレドロン酸の投与が推奨される。高リスクではプレドニゾロン≧5mg/day相当量を1ヶ月未満の場合はアレンドロン酸、リセドロン酸、ゾレドロン酸の投与を推奨する。またプレドニゾロン<5mg/day相当量を1ヶ月以上またはどの用量に関わらず1ヶ月以上ステロイドを使用の場合はアレンドロン酸、リセドロン酸、ゾレドロン酸、テリパラチドの投与を推奨する。
閉経前女性または50歳以下の男性の場合
閉経前女性または50歳以下の男性の場合の場合、脆弱骨折の有無と挙児希望の有無とステロイド投与期間と投与量で薬物療法は決定する。まず脆弱骨折がない場合は十分なデータがない。挙児希望がある場合は長期使用の安全性や胎児への安全性が確立していないため骨粗鬆症治療薬の投与は推奨されない。脆弱骨折がある場合は50歳以下の男性や挙児希望のない女性の場合はステロイド使用期間が1～3ヶ月でプレドニゾロン≧5mg/day相当量を使用する場合はアレンドロン酸やリセドロン酸の投与を推奨する。プレドニゾロン≧7.5mg/day相当量使用する場合はゾレドロン酸も推奨される。ステロイド使用期間≧3ヶ月の場合はアレンドロン酸、リセドロン酸、ゾレドロン酸、テリパラチドの投与が推奨される。
脆弱骨折がある挙児希望のある女性の場合はステロイド使用期間が1～3ヶ月の場合は骨粗鬆症治療薬投与のコンセンサスはない。ステロイド使用期間≧3ヶ月ではプレドニゾロン≧7.5mg/day相当量使用する場合アレンドロン酸、リセドロン酸、テリパラチドの投与が推奨される。プレドニゾロン<7.5mg/day相当量使用する場合は骨粗鬆症治療薬投与のコンセンサスはない。
ステロイド骨粗鬆症の注意点
ステロイド骨粗鬆症はプレドニンゾロン7.5mg/day以上の内服をしている群では早期から骨折リスクが高いという報告があることから、ステロイド開始直後からステロイド骨粗鬆症の予防は必要になる。FRAXが普及する以前によく用いられていた治療対象者はプレドニゾロン5～7mg/day相当量以上、使用期間3ヶ月以上、Tスコア-1.0～-1.5以下であった。またステロイド骨粗鬆症による骨折リスクが高リスクの場合はBPの長期投与はやむをえないと考えられている。比較的リスクが高いステロイド骨粗鬆症においてテリパラチドはアレンドロン酸よりも腰椎骨密度をあげることが示されており新規圧迫骨折を防ぐ可能性が示唆されているが椎体以外の骨折に対する有用性は示されていない。
ステロイド骨粗鬆症の場合は定期的な骨密度の測定などのモニタリングが必要である。またステロイド骨粗鬆症で骨折が起きた場合はテリパラチドを投与することがある。

### 潜在性結核感染症
潜在性結核感染症（LTBI）の治療対象は結核菌に感染していて結核発症のリスクがかなり高く、治療をした場合の有益性が副作用を上回ると判断される患者である。日本結核病学会予防委員会・治療委員会から治療指針が示されており、それによると明らかな結核治療歴がないQFT検査（またはT-SPOT検査）陽性の患者に対して1日あたりPSL15mg以上使用する場合は抗結核薬であるイソニアジドによる潜在性結核感染症の治療を行ったほうがよいと考えられる。具体的にはイソニアジド（イスコチン）を1日あたり5mg/kgで6ヶ月または9ヶ月投与する。イソニアジドの最大投与量が1日300mgであることに注意する。また潜在性結核感染症は結核発生届と感染症予防法第37条の2に係る医療費公費負担申請書を保健所に提出する。イソニアジドは肝障害の副作用が多いため定期的に採血で確認する。トランスアミナーゼが200を超えた場合はイソニアジドを中止してリファンピシンを1日10mg/kgで4ヶ月または6ヶ月投与する。リファンピシンも最大投与量が1日600mgであるため注意が必要である。潜在性結核感染症の治療時も結核発症のリスクが高いため、定期的に喀痰の抗酸菌培養や胸部X線検査を行う。

## 副作用の治療

### ステロイド糖尿病
ステロイド糖尿病の管理は外科手術時の糖尿病管理、中心静脈栄養時の糖尿病管理、輸液療法時の糖尿病管理と並び方法論が十分確立していない病態のひとつである。
糖質コルチコイドによる耐糖能低下の機序としては肝臓での糖新生亢進、骨格筋における糖取り込みの低下、高グルカゴン血症の3つがあげられる。コルチゾールが血糖を上昇させるのは、投与後2～3時間後で約5～8時間で血糖値が最高に達する。糖質コルチコイドの過剰症であるクッシング症候群では80%に耐糖能低下が認められるが、その程度は軽く、空腹時血糖まで上昇する例は30%にすぎない。ステロイドの投与により糖尿病をきたす例の多くはステロイド糖尿病ではなく、2型糖尿病の発症にステロイドが環境因子として加わって高血糖をきたしたものと考えられている。
副腎皮質ホルモン投与時の糖尿病管理をより詳しく分けて考えると、糖尿病患者にステロイドを使用する場合、非糖尿病者にステロイドを投与して糖尿病が発症した場合、吸入ステロイドを使用する場合、パルス療法時の4つに分類できる。

### サイトメガロウイルス感染症
CMVアンチゲネミアを測定しサイトメガロウイルス感染症をモニタリングし必要時はガンシクロビルの投与を行う。